# Nesetaerus gressitti
Nesetaerus gressitti är en stekelart som beskrevs av Doutt 1955. Nesetaerus gressitti ingår i släktet Nesetaerus och familjen dvärgsteklar. Inga underarter finns listade i Catalogue of Life.